# Enrico Befani
Enrico Befani (Prato, 15 novembre 1910 – Prato, 29 ottobre 1968) è stato un imprenditore italiano.

## Biografia
Nel febbraio del 1952 l'imprenditore tessile pratese rilevò la presidenza della Fiorentina da Carlo Antonini ; con lui la squadra viola vinse uno scudetto nel 1955-1956, una Coppa Grasshoppers 1957 ed il double Coppa delle Coppe-Coppa Italia nel 1960-1961, oltre a due Coppe dell'Amicizia italo-francese ed una Coppa delle Alpi. Cedette la società a Enrico Longinotti nella stagione 1961-1962. Nel 2013 entra nella Hall of Fame Viola.

## Galleria d'immagini

Partita Fiorentina-Juventus del 23 ottobre 1960, tribuna d'onore a Firenze, da sinistra il presidente Befani con i fratelli Agnelli e il dirigente Artemio Franchi
Erico Befani con la Fiorentina nella vittoria della Coppa Italia 1960-1961